# Nils Dahlström
Nils Rudolf Dahlström, född 11 april 1895 i Länna, död 16 januari 1945 i Solna församling, var en svensk skådespelare och filmproducent.
Dahlström var gift med skådespelaren Rut Holm 1932–1935. Han är begravd på Norra begravningsplatsen utanför Stockholm.

## Filmografi
- 1924 – Löjen och tårar
- 1933 – Fridolf i lejonkulan
- 1933 – Tystnadens hus
- 1933 – Hemliga Svensson

### Producent
- 1939 – Rosor varje kväll
- 1942 – Dollarmiljonärerna

## Teater

### Roller (ej komplett)
| År   | Roll                     | Produktion                                  | Regi          | Teater                  |
| ---- | ------------------------ | ------------------------------------------- | ------------- | ----------------------- |
| 1922 | Friherre von Swerts      | Kungens dansös Leo Stein och Rudolf Presber | Olof Hillberg | Olof Hillbergs sällskap |
| 1928 | Grosshandlare Pettersson | Skärgårdsflirt Gideon Wahlberg              |               | Mosebacketeatern        |